# Sierra Leone na igrzyskach Wspólnoty Narodów
Sierra Leone zadebiutowało na igrzyskach Wspólnoty Narodów w 1958 roku na igrzyskach w Cardiff i od tamtej pory uczestniczyło we wszystkich igrzyskach oprócz igrzysk w latach: 1962 (Perth), 1974 (Christchurch), 1982 (Brisbane) i 1986 (Edynburg). Do tej pory reprezentacja Sierra Leone nie zdobyła żadnego medalu na tych igrzyskach.

## Klasyfikacja medalowa
| Igrzyska          | Złoto | Srebro | Brąz | Razem |
| ----------------- | ----- | ------ | ---- | ----- |
| 1958 Cardiff      | 0     | 0      | 0    | 0     |
| 1966 Kingston     | 0     | 0      | 0    | 0     |
| 1970 Edynburg     | 0     | 0      | 0    | 0     |
| 1978 Edmonton     | 0     | 0      | 0    | 0     |
| 1990 Auckland     | 0     | 0      | 0    | 0     |
| 1994 Victoria     | 0     | 0      | 0    | 0     |
| 1998 Kuala Lumpur | 0     | 0      | 0    | 0     |
| 2002 Manchester   | 0     | 0      | 0    | 0     |
| 2006 Melbourne    | 0     | 0      | 0    | 0     |
| 2010 Nowe Delhi   | 0     | 0      | 0    | 0     |
| Razem             | 0     | 0      | 0    | 0     |